# Novara Calcio 1982-1983
Questa voce raccoglie le informazioni riguardanti il Novara Calcio nelle competizioni ufficiali della stagione 1982-1983.

## Stagione
Nella stagione 1982-1983 il Novara disputò il secondo campionato di Serie C2 della sua storia.

## Divise e sponsor
| 1ª divisa | 2ª divisa | 3ª divisa |

## Organigramma societario
Area direttiva
- Presidente: Santino Tarantola
- Segretario generale: Fausto Lena

Area tecnica
- Allenatore: Ezio Galbiati, poi dal 21 marzo 1983 Giuseppe Molina

## Rosa
| N. |                   | Ruolo | Calciatore            |
| -- | ----------------- | ----- | --------------------- |
|    | Italia (bandiera) | P     | Renato Boldini        |
|    | Italia (bandiera) | P     | Antonello De Giorgi   |
|    | Italia (bandiera) | P     | Luciano Marchese      |
|    | Italia (bandiera) | D     | Antonio Brustia       |
|    | Italia (bandiera) | D     | Sergio Elli           |
|    | Italia (bandiera) | D     | Venerio Pari          |
|    | Italia (bandiera) | D     | Massimo Radice        |
|    | Italia (bandiera) | D     | Stefano Serami        |
|    | Italia (bandiera) | C     | Stefano Andorno       |
|    | Italia (bandiera) | C     | Daniele Casotti       |
|    | Italia (bandiera) | C     | Gian Cesare Discepoli |

| N. |                   | Ruolo | Calciatore           |
| -- | ----------------- | ----- | -------------------- |
|    | Italia (bandiera) | C     | Fabrizio Falco       |
|    | Italia (bandiera) | C     | Flavio Gioria        |
|    | Italia (bandiera) | C     | Luciano Masuero      |
|    | Italia (bandiera) | D     | Matteo Paladin       |
|    | Italia (bandiera) | A     | Ernestino Ramella    |
|    | Italia (bandiera) | C     | Giuseppe Scandroglio |
|    | Italia (bandiera) | A     | Fabio Scienza        |
|    | Italia (bandiera) | C     | Alfredo Spada        |
|    | Italia (bandiera) | C     | Sergio Zardi         |
|    | Italia (bandiera) | A     | Giuliano Musiello    |
|    | Italia (bandiera) | A     | Tommaso Talarico     |

## Risultati

### Serie C2

#### Girone d'andata
| Arbitro: | Bailo (Novi Ligure) |

|                              |           |  |
| Musiello 1’ Scienza 74’, 79’ | Marcatori |  |

| Arbitro: | Cornieti (Forlì) |

|                               |           |             |
| Spada 31’ (aut.) Brunetti 66’ | Marcatori | 3’ Musiello |

| Arbitro: | Marascia (Roma) |

|                                   |           |              |
| Domenicali 23’ (aut.) Masuero 36’ | Marcatori | 68’ Marchini |

| Gorizia 9 ottobre 1982 | Gorizia | 0 – 0 | Novara | Stadio Campagnuzza |

| Arbitro: | Guidi (Bologna) |

|                               |           |  |
| Toninelli 21’ (aut.) Elli 56’ | Marcatori |  |

| Arbitro: | Dal Forno (Ivrea) |

|  |           |              |
|  | Marcatori | 77’ Talarico |

| Arbitro: | Pucci (Firenze) |

|                 |           |          |
| Scienza 2’, 55’ | Marcatori | 44’ Vriz |

| Mira 7 novembre 1982 | Mira               | 0 – 0 | Novara | Stadio Comunale\| Arbitro: \| Fabricatore (Roma) \| |
| Arbitro:             | Fabricatore (Roma) |       |        |                                                     |

| Arbitro: | Bailo (Novi Ligure) |

|  |           |                       |
|  | Marcatori | 20’ Rossi 43’ Sannino |

| Arbitro: | Falsetti (Roma) |

|  |           |             |
|  | Marcatori | 25’ Masuero |

| Arbitro: | Baldas (Trieste) |

|             |           |                            |
| Scienza 57’ | Marcatori | 41’ Baldan 46’ De Lorentis |

| Arbitro: | Balsamo (Paola) |

|                          |           |  |
| Scienza 59’ Musiello 85’ | Marcatori |  |

| Arbitro: | Giannoni (Jesi) |

|             |           |                                  |
| Pozzoli 57’ | Marcatori | 7’ Elli 80’ Musiello 90’ Masuero |

| Monselice 19 dicembre 1982 | Monselice          | 0 – 0 | Novara | Stadio Comunale\| Arbitro: \| Tarantola (Genova) \| |
| Arbitro:                   | Tarantola (Genova) |       |        |                                                     |

| Arbitro: | Isola (Parma) |

|             |           |           |
| Masuero 85’ | Marcatori | 68’ Niero |

| Arbitro: | Dalfovo (Trento) |

|                        |           |                      |
| Zobbio 29’ (rig.), 45’ | Marcatori | 54’ (aut.) Montanini |

| Arbitro: | Lussana (Bergamo) |

|                          |           |  |
| Talarico 78’ Masuero 87’ | Marcatori |  |

#### Girone di ritorno
| Arbitro: | Valente (Monfalcone) |

|           |           |              |
| Terzi 82’ | Marcatori | 60’ Talarico |

| Arbitro: | Lamberti (Barletta) |

|            |           |  |
| Radice 74’ | Marcatori |  |

| Arbitro: | Tuveri (Cagliari) |

|                                     |           |                        |
| Seveso 6’ Lucchetti 54’, 82’ (rig.) | Marcatori | 65’ Talarico 86’ Spada |

| Arbitro: | Scalcione (Matera) |

|              |           |  |
| Talarico 69’ | Marcatori |  |

| Arbitro: | Picchio (Macerata) |

|            |           |                      |
| Bodini 63’ | Marcatori | 37’ (rig.) Discepoli |

| Arbitro: | Fabricatore (Roma) |

|                      |           |                      |
| Discepoli 63’ (rig.) | Marcatori | 81’ (rig.) Tirapelle |

| Arbitro: | Nicchi (Arezzo) |

|                      |           |  |
| Fortunato 43’ (rig.) | Marcatori |  |

| Arbitro: | Bruni (Arezzo) |

|            |           |              |
| Scienza 6’ | Marcatori | 87’ Gazzetta |

| Arbitro: | Bruschini (Firenze) |

|             |           |  |
| Sannino 87’ | Marcatori |  |

| Arbitro: | Ronchetti (Modena) |

|                                 |           |  |
| Ramella 9’ Discepoli 63’ (rig.) | Marcatori |  |

| Arbitro: | Fassari (Catania) |

|            |           |                                  |
| Catena 46’ | Marcatori | 41’ (rig.) Discepoli 52’ Ramella |

| Arbitro: | Greco (Lecce) |

|                                |           |             |
| Elli 12’ (aut.) Garavaglia 90’ | Marcatori | 26’ Scienza |

| Arbitro: | Amendolia (Messina) |

|                                          |           |             |
| Musiello 10’ Discepoli 51’ Elli 73’, 84’ | Marcatori | 50’ Tedoldi |

| Arbitro: | Isola (Parma) |

|                                    |           |             |
| Musiello 25’ Masuero 30’, 54’, 84’ | Marcatori | 70’ Tubaldo |

| Arbitro: | Carrubba (Siracusa) |

|              |           |                                  |
| Busnardo 34’ | Marcatori | 39’ (rig.) Discepoli 62’ Scienza |

| Arbitro: | Pucci (Firenze) |

|  |           |                            |
|  | Marcatori | 3’ Di Stefano 84’ Calliman |

| Arbitro: | Frusciante (Como) |

|                                       |           |              |
| Bocchio 65’, 75’ (rig.) Veschetti 81’ | Marcatori | 17’ Musiello |

### Coppa Italia di Serie C

#### Primo turno
| Novara 22 agosto 1982 | Novara                 | 0 – 0 | Asti TSC | Stadio Comunale\| Arbitro: \| Strada (Abbiategrasso) \| |
| Arbitro:              | Strada (Abbiategrasso) |       |          |                                                         |

| Casale Monferrato 25 agosto 1982 | Casale            | 0 – 0 | Novara | Stadio Natale Palli\| Arbitro: \| Dal Forno (Ivrea) \| |
| Arbitro:                         | Dal Forno (Ivrea) |       |        |                                                        |

| Omegna 29 agosto 1982                          | Omegna    | 1 – 0 | Novara | Stadio Liberazione |
| \| \| \| \| \| Discanni 65’ \| Marcatori \| \| |           |       |        |                    |
|                                                |           |       |        |                    |
| Discanni 65’                                   | Marcatori |       |        |                    |

| Asti 1º settembre 1982                        | Asti TSC  | 0 – 1       | Novara | Stadio Censin Bosia |
| \| \| \| \| \| \| Marcatori \| 33’ Scienza \| |           |             |        |                     |
|                                               |           |             |        |                     |
|                                               | Marcatori | 33’ Scienza |        |                     |

| Novara 5 settembre 1982                       | Novara    | 1 – 0 | Casale | Stadio Comunale |
| \| \| \| \| \| Scienza 62’ \| Marcatori \| \| |           |       |        |                 |
|                                               |           |       |        |                 |
| Scienza 62’                                   | Marcatori |       |        |                 |

| Arbitro: | Da Pozzo (Monza) |

|                                                  |           |  |
| Scienza 12’ Ramella 17’ (rig.) Musiello 49’, 81’ | Marcatori |  |

#### Sedicesimi di finale
| Novara 10 novembre 1982                                                | Novara    | 2 – 1        | Brescia | Stadio Comunale |
| \| \| \| \| \| Talarico 13’ Serami 65’ \| Marcatori \| 41’ De Biasi \| |           |              |         |                 |
|                                                                        |           |              |         |                 |
| Talarico 13’ Serami 65’                                                | Marcatori | 41’ De Biasi |         |                 |

| Brescia 24 novembre 1982                                                           | Brescia   | 4 – 0 | Novara | Stadio Mario Rigamonti |
| \| \| \| \| \| De Biasi 18’, 28’ Salvioni 34’ Radice 73’ (aut.) \| Marcatori \| \| |           |       |        |                        |
|                                                                                    |           |       |        |                        |
| De Biasi 18’, 28’ Salvioni 34’ Radice 73’ (aut.)                                   | Marcatori |       |        |                        |

## Statistiche

### Statistiche di squadra
| Competizione         | Punti | In casa | In casa | In casa | In casa | In casa | In casa | In trasferta | In trasferta | In trasferta | In trasferta | In trasferta | In trasferta | Totale | Totale | Totale | Totale | Totale | Totale | DR  |
| Competizione         | Punti | G       | V       | N       | P       | Gf      | Gs      | G            | V            | N            | P            | Gf           | Gs           | G      | V      | N      | P      | Gf     | Gs     | DR  |
| -------------------- | ----- | ------- | ------- | ------- | ------- | ------- | ------- | ------------ | ------------ | ------------ | ------------ | ------------ | ------------ | ------ | ------ | ------ | ------ | ------ | ------ | --- |
| Serie C2             | 40    | 17      | 11      | 3       | 3       | 29      | 13      | 17           | 5            | 5            | 7            | 17           | 19           | 34     | 16     | 8      | 10     | 46     | 32     | +14 |
| Coppa Italia Serie C |       | 4       | 3       | 1       | 0       | 7       | 1       | 4            | 1            | 1            | 2            | 1            | 5            | 8      | 4      | 2      | 2      | 8      | 6      | +2  |
| Totale               | -     | 21      | 14      | 4       | 3       | 36      | 14      | 21           | 6            | 6            | 9            | 18           | 24           | 42     | 20     | 10     | 12     | 54     | 38     | +16 |

### Statistiche dei giocatori[1][3]
| Giocatore      | Serie C2 | Serie C2 | Coppa Italia Serie C | Coppa Italia Serie C | Totale   | Totale |
| Giocatore      | Presenze | Reti     | Presenze             | Reti                 | Presenze | Reti   |
| -------------- | -------- | -------- | -------------------- | -------------------- | -------- | ------ |
| S. Andorno     | 3        | 0        | ?                    | 0                    | 3+       | 0      |
| R. Boldini     | 1        | 0        | ?                    | 0                    | 1+       | 0      |
| A. Brustia     | 27       | 0        | ?                    | 0                    | 27+      | 0      |
| D. Casotti     | 19       | 0        | ?                    | 0                    | 19+      | 0      |
| A. De Giorgi   | 3        | -2       | ?                    | ?                    | 3+       | -2+    |
| G.C. Discepoli | 20       | 6        | ?                    | 0                    | 20+      | 6      |
| S. Elli        | 25       | 4        | ?                    | 0                    | 25+      | 4      |
| F. Falco       | 6        | 0        | ?                    | 0                    | 6+       | 0      |
| F. Gioria      | 21       | 0        | ?                    | 0                    | 21+      | 0      |
| L. Marchese    | 32       | -30      | ?                    | ?                    | 32+      | -30+   |
| L. Masuero     | 34       | 8        | ?                    | 0                    | 34+      | 8      |
| G. Musiello    | 30       | 6        | ?                    | 2                    | 30+      | 8      |
| M. Paladin     | 2        | 0        | ?                    | ?                    | 2+       | 0+     |
| V. Pari        | 34       | 0        | ?                    | 0                    | 34+      | 0      |
| M. Radice      | 10       | 1        | ?                    | 0                    | 10+      | 1      |
| E. Ramella     | 28       | 4        | ?                    | 1                    | 28+      | 5      |
| G. Scandroglio | 25       | 0        | ?                    | 0                    | 25+      | 0      |
| F. Scienza     | 26       | 8        | ?                    | 3                    | 26+      | 11     |
| S. Serami      | 33       | 0        | ?                    | 1                    | 33+      | 1      |
| A. Spada       | 30       | 1        | ?                    | 0                    | 30+      | 1      |
| T. Talarico    | 24       | 5        | ?                    | 1                    | 24+      | 6      |
| S. Zardi       | 1        | 0        | ?                    | 0                    | 1+       | 0      |